# Assia Raziki
Assia Raziki, née le 4 octobre 1996, est une athlète marocaine. 

## Carrière
Assia Raziki remporte quatre médailles d'or aux Championnats panarabes d'athlétisme 2017 à Radès : sur 100 mètres, sur 200 mètres, en relais 4 × 100 mètres et en relais 4 × 400 mètres. Elle remporte ensuite la médaille de bronze sur 400 mètres aux Jeux de la Francophonie 2017 à Abidjan.
Le 30 juin 2018 aux Jeux mediterranéens de Tarragone  elle réalise le du Relais 4 × 400 mètres  en 3 min 33 s 91 avec Rababe Arafi, Malika Akkaoui et Khadija Ouardi.

## Palmarès
| Date | Compétition                     | Lieu      | Résultat | Épreuve         | Temps         |
| ---- | ------------------------------- | --------- | -------- | --------------- | ------------- |
| 2015 | Championnats panarabes          | Manama    | 5e       | 100 m           | 11 s 83       |
| 2015 | Championnats panarabes          | Manama    | 3e       | 200 m           | 23 s 77       |
| 2017 | Jeux de la solidarité islamique | Bakou     | 5e       | 200 m           | 23 s 77       |
| 2017 | Championnats panarabes          | Radès     | 1re      | 100 m           | 11 s 63       |
| 2017 | Championnats panarabes          | Radès     | 1re      | 200 m           | 23 s 80       |
| 2017 | Championnats panarabes          | Radès     | 1re      | 4 x 100 m       | 46 s 70       |
| 2017 | Championnats panarabes          | Radès     | 1re      | 4 x 400 m       | 3 min 44 s 22 |
| 2017 | Jeux de la Francophonie         | Abidjan   | 4e       | 100 m           | 11 s 78       |
| 2017 | Jeux de la Francophonie         | Abidjan   | 3e       | 400 m           | 52 s 98       |
| 2018 | Jeux méditerranéens             | Tarragone | 4e       | 4 x 400 m       | 3 min 33 s 91 |
| 2019 | Championnats panarabes          | Le Caire  | 3e       | 100 m           | 12 s 09       |
| 2019 | Championnats panarabes          | Le Caire  | 2e       | 400 m           | 53 s 73       |
| 2019 | Jeux africains                  | Rabat     | 8e       | 400 m           | 53 s 24       |
| 2021 | Championnats panarabes          | Radès     | 3e       | 200 m           | 23 s 49       |
| 2021 | Championnats panarabes          | Radès     | 1re      | 400 m           | 52 s 75       |
| 2021 | Championnats panarabes          | Radès     | 1re      | 4 × 400 m       | 3 min 45 s 64 |
| 2022 | Jeux méditerranéens             | Oran      | 3e       | 800 m           | 2 min 1 s 44  |
| 2022 | Jeux de la solidarité islamique | Konya     | 2e       | 4 × 400 m mixte | 3 min 20 s 29 |
| 2022 | Jeux de la solidarité islamique | Konya     | 3e       | 800 m           | 2 min 3 s 03  |
| 2022 | Jeux de la solidarité islamique | Konya     | 3e       | 4 × 400 m       | 3 min 35 s 86 |
| 2023 | Championnats panarabes          | Marrakech | 1re      | 800 m           | 2 min 13 s 20 |
| 2023 | Jeux panarabes                  | Oran      | 1re      | 800 m           | 2 min 5 s 17  |
| 2023 | Jeux panarabes                  | Oran      | 1re      | 4 × 400 m       | 3 min 35 s 80 |
| 2023 | Jeux de la Francophonie         | Kinshasa  | 1re      | 800 m           | 2 min 9 s 45  |
| 2023 | Jeux de la Francophonie         | Kinshasa  | 1re      | 4 × 400 m       | 3 min 33 s 89 |

## Records
| Épreuve | Temps        | Lieu     | Date         |
| ------- | ------------ | -------- | ------------ |
| 100 m   | 11 s 45 (NR) | Durban   | 22 juin 2016 |
| 200 m   | 23 s 49      | Radès    | 19 juin 2021 |
| 400 m   | 52 s 75      | Radès    | 17 juin 2021 |
| 800 m   | 2 min 0 s 91 | Budapest | 23 août 2023 |